# Nis Randers
Nis Randers ist eine Ballade von Otto Ernst aus seinem 1901 bei L. Staackmann in Leipzig erschienenen Band Stimmen des Mittags – Neue Dichtungen. Das vor allem in Norddeutschland bekannte Gedicht schildert eindringlich die dramatische Rettung eines Schiffbrüchigen.

## Inhalt
Der Titelheld Nis Randers sieht im Wrack eines nachts bei schwerem Gewittersturm „auf der Sandbank“ gestrandeten Segelschiffs „noch ein[en] Mann im Mast“ und beschließt, ihn trotz der damit verbundenen Lebensgefahr an Land zu holen. Seine Mutter versucht verzweifelt, ihn davon abzuhalten. Soll sie, nachdem bereits ihr Mann und ihr Sohn Momme auf See umgekommen sind und der Sohn Uwe seit drei Jahren verschollen ist, nun auch noch den ihr allein verbliebenen Nis verlieren? Dieser weist auf das Wrack: „Und seine Mutter?“, und rudert mit sechs Gefährten los. Sie bestehen den Sturm, und der Gerettete ist kein anderer als der verschollene Uwe.

## Form
Das Gedicht besteht aus zwölf Strophen zu je drei Versen.

Die beiden ersten Verse jeder Strophe mit jeweils vier Hebungen sind paarweise mit männlicher Kadenz gereimt. Neun dieser 24 Verse haben zehn Silben, je sechs haben elf bzw. neun Silben und drei nur acht Silben. Diese Unregelmäßigkeit (neuhochdeutscher Knittelvers) entspricht der Dramatik des dargestellten Geschehens.

Bei den Schlussversen der Strophen handelt es sich jeweils um einen zweihebigen Amphibrachys, sie enthalten also zwei jeweils von Senkungen umschlossene Hebungen. Eine Ausnahme bildet mit nur fünf Silben die sechste Strophe, genau in der Mitte des Gedichts, wo Nis Randers zu seiner Mutter spricht:

Frida Schanz (1896): In Sturmes Not

„Und seine Mutter?“

## Frühere Bearbeitungen des Stoffes
Von Zeitungsmeldungen im Jahr 1895 und einer im Mai 1896 veröffentlichten Kurzgeschichte abgesehen, war der Stoff vor Ernst auch schon mehrfach zu Balladen verarbeitet worden: erstmals von A. J. Mulder mit der Datierung „H[aarlem]. 24 Maart [18]'95“ in niederländischer Sprache unter dem Titel Harro en Uwe und noch im selben Jahr auch auf Deutsch von August Kellner (1851–1910), Julius Wolff und Reinhold Fuchs (1858–1938), 1896 von Richard Stecher und Frida Schanz und spätestens 1898 auch von Felix Dahn. Bei diesen heißt der Schiffbrüchige ebenfalls Uwe, sein Retter allerdings Harro.
1899 berichtete die Zeitschrift Internationale Literatur- und Musikberichte von einer erweiterten Neuauflage des Gedichtbandes Strandgut von Reinhold Fuchs, in die nun Der letzte Mann an Bord aufgenommen worden sei „nach einer Begebenheit, die sich 1894 zugetragen hat und auch von andern Dichtern behandelt ist, freilich von keinem so musterhaft“. Diese Einschätzung setzte sich allerdings nicht durch. Vielmehr wurde, nachdem 1901 Nis Randers erschienen war, bald ganz überwiegend dieses Gedicht als die gelungenste Gestaltung des Stoffes angesehen. „Mit Recht hat […] Nis Randers die schwächliche Dahnsche Fassung desselben Stoffes verdrängt“, schrieb Albert Soergel 1911. „Ein Vergleich zeigt ganz auffallend die große Überlegenheit der eindringlichsten Wesentlichkeit Otto Ernsts über die Redseligkeit Wolffs, dessen Erzählung viermal so lange Zeit braucht“, heißt es 1925 bei Ernst Borkowsky. Gegenüber jeweils knapp 750 Wörtern bei Wolff und Stecher, 664 bei Dahn, 411 bei Schanz und 1690 bei Fuchs genügen Ernst für seine Version 226 Wörter. Entsprechend braucht Nis Randers bei ihm nur eine Handbewegung und drei Wörter, um seiner Mutter zu antworten.
Bei Wolff hat Harro wesentlich mehr zu sagen:
„Ja, Mutter, weißt du denn so genau,
ob der auf dem Wrack dort, todesmatt,
nicht auch daheim eine Mutter hat?“
Bei Schanz heißt es ähnlich umständlich:
Harro sprach freundlich: „Du denke dran,
Daß den, den der Tod dort umfaßt, der kalte,
Auch eine Mutter beweinen kann.
Ich fahre, Mutter!“
Und wie erst bei Fuchs:
Doch er darauf: „Mich ruft die Pflicht!
Ihr folg’ ich, Mutter; o vergieb!
Versäumt’ ich’s, wär’ mir’s Schmach und Spott.
O liebe Mutter, danke Gott,
Daß mir zu thun doch etwas blieb!
Im starken Schutz des Höchsten steh’
Ich auf dem Meere ja wie hier!“ —
Die folgende Rettungsaktion schildert Ernst – anders als Wolff, Stecher, Schanz und Fuchs – in einer Art Mauerschau allein aus der Sicht der am Strand Zurückgebliebenen. Von einem „Höllentanz“ der Wellen ist die Rede, der das mit sausenden Rudern hinausfahrende Boot der Retter zu zerschmettern droht, bis es von Land aus nicht mehr zu sehen ist. Die Strophen 9 und 10 beschreiben nur noch das Wüten der übereinander stürzenden Wellen. Was währenddessen den Rettern geschieht, bleibt wie bei Dahn ausgeblendet (Ellipse). In Strophe 11 machen Gewitterblitze endlich „ein Boot, das landwärts hält“, sichtbar, von dem durch Dunkelheit und Sturm der Ruf schallt, mit dem das Gedicht endet:
„Sagt Mutter, ’s ist Uwe!“
Die Behauptung oder Annahme, den hier erörterten Dichtungen liege eine wahre Begebenheit zugrunde, ist bisher, soweit ersichtlich, noch nie überzeugend belegt worden. Die drei Zeitungsberichte vom 30. Januar, 22. Februar und 4. September 1895, die in s:Aus Sturmes Noth versammelt sind, scheinen nicht um die wahrheitsgemäße Darstellung eines tatsächlichen Geschehens, sondern hauptsächlich darum bemüht, möglichst keine einer Überprüfung zugängliche Tatsache mitzuteilen und dadurch eine Falsifikation von vornherein unmöglich zu machen.

## Rezeption
Die Ballade Nis Randers wurde 1904 abgedruckt in der Zeitschrift für den deutschen Unterricht des B. G. Teubner Verlags und in Deutsche Lyrik seit dem Ausgange der klassischen bis zur neuesten Zeit, für den Schulgebrauch ausgewählt und herausgegeben von Ernst Wasserzieher. Alsbald wurde sie in weitere Schullesebücher aufgenommen und von Generationen von Schülern auswendig gelernt. Noch heute gehört sie vielfach zum Lehrplan des Deutschunterrichts. Wie Fontanes John Maynard und Schillers Die Bürgschaft wurde und wird Ernsts Dichtung nicht nur wegen ihrer literarischen Qualität und der spannenden Darstellung, sondern auch wegen des Themas Opferbereitschaft und Pflichterfüllung für pädagogisch wertvoll erachtet.
Achim Reichel vertonte sie 1978 für sein Album Regenballade. Die Band Engerling arbeitete sie in ihre Version von Riders on the Storm auf dem Album Engerling Live (1994) ein. Ein Arrangement durch Duo Camillo erschien 2010 auf ihrem Album Das wird schon wieder.
Klaus Modicks Roman Der Mann im Mast (1997) handelt von einem Schriftsteller, der sich in einem Sommerurlaub am Meer an Nis Randers erinnert und darüber spekuliert, was der gerettete Uwe während seines dreijährigen Verschollenseins erlebt haben mag.
Die Deutsche Gesellschaft zur Rettung Schiffbrüchiger stellte 1990 den Seenotrettungskreuzer Nis Randers in Dienst. 2020/21 wurde er durch einen gleichnamigen Neubau ersetzt, der seither mit dem Tochterboot Uwe im Nothafen Darßer Ort stationiert ist.
Die Deutsche Bahn betrieb bis zur Umstellung der Namensgebung 2002 den ICE 883 (Hamburg-Altona – München) mit dem Namen Nis Randers.